# Prehistorisch Malta
Prehistorisch Malta is de geschiedkundige aanduiding voor de prehistorie van Malta die loopt van ca. 5000 tot ca. 700 v.Chr.
Vlak na de laatste ijstijd was het eiland nog door een landbrug met Sicilië verbonden, dat zelf met Italië was verbonden. Het peil van de Middellandse Zee was toen 70m lager. Dwergolifanten, dwergnijlpaarden e.d. in het formaat van een hond kwamen er voor, sporen van mensen zijn echter niet gevonden. Het gebied had een authentieke fauna en flora.

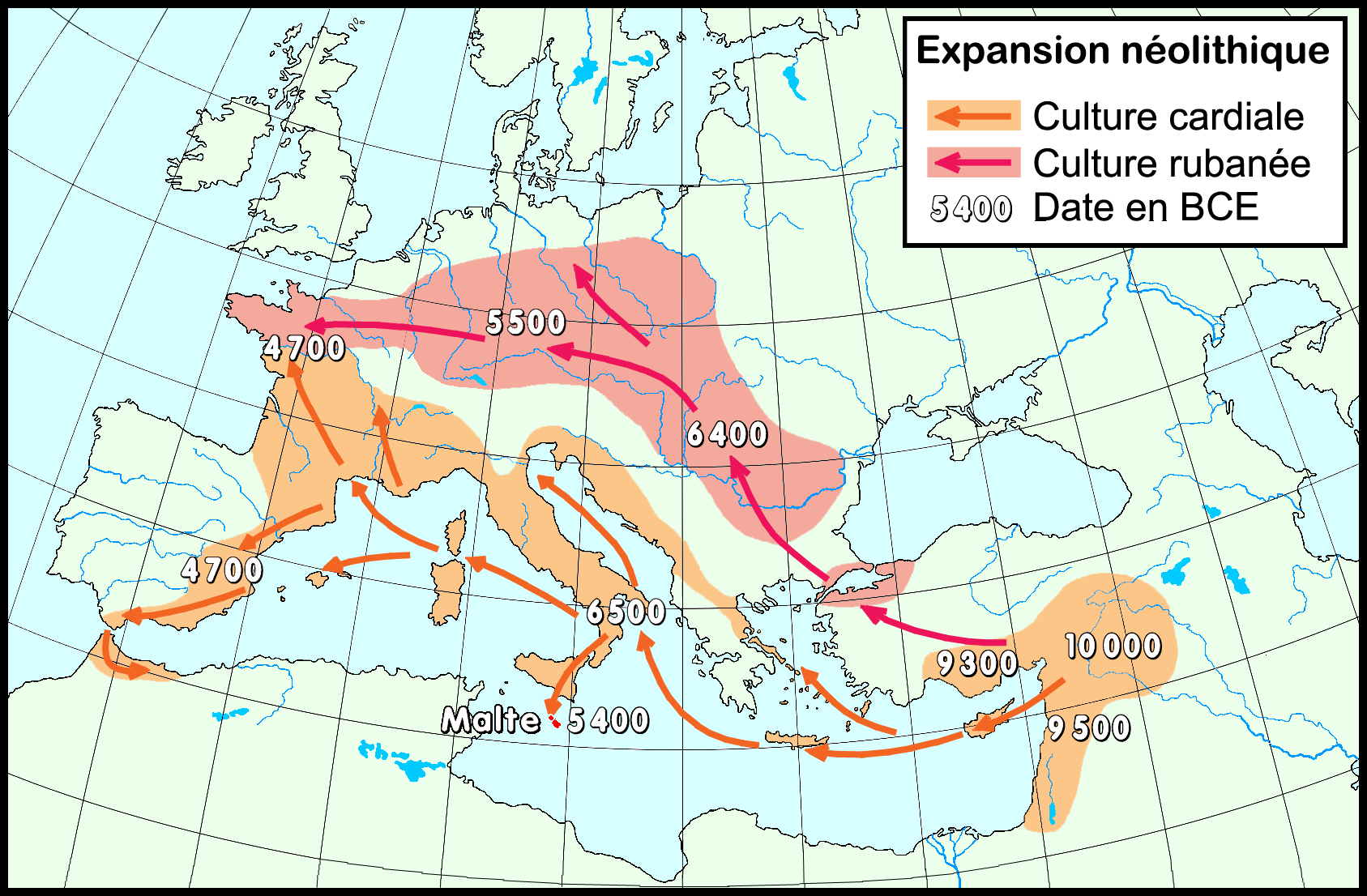
Eerste bevolking van Malta onder de neolithische expansie van de Cardiaal-Impressocultuur

De eerst bekende mensen waren landbouwers die in het Neolithicum tussen 5.200 en 4.100 v.Chr. per schip, vlot of prauw vanuit Sicilië kwamen. Het waren slechts enkele kleine families. De dwergfauna was al uitgestorven door klimaatverandering. Zij brachten gedomesticeerde geiten en schapen mee, grazers die de planten met wortel en al uittrekken, en ook gerst, linzen, tarwe e.d.
Er zijn woonsporen in de grot van Ghar Datam. Zij moeten handelsverbindingen met Sicilië hebben gehad: ze voerden obsidiaan in afkomstig van de Liparische eilanden en Pantellaria. Daarvan maakten ze onder andere sikkels en messen, met een hoorn als handvat.

## Tijdsindeling

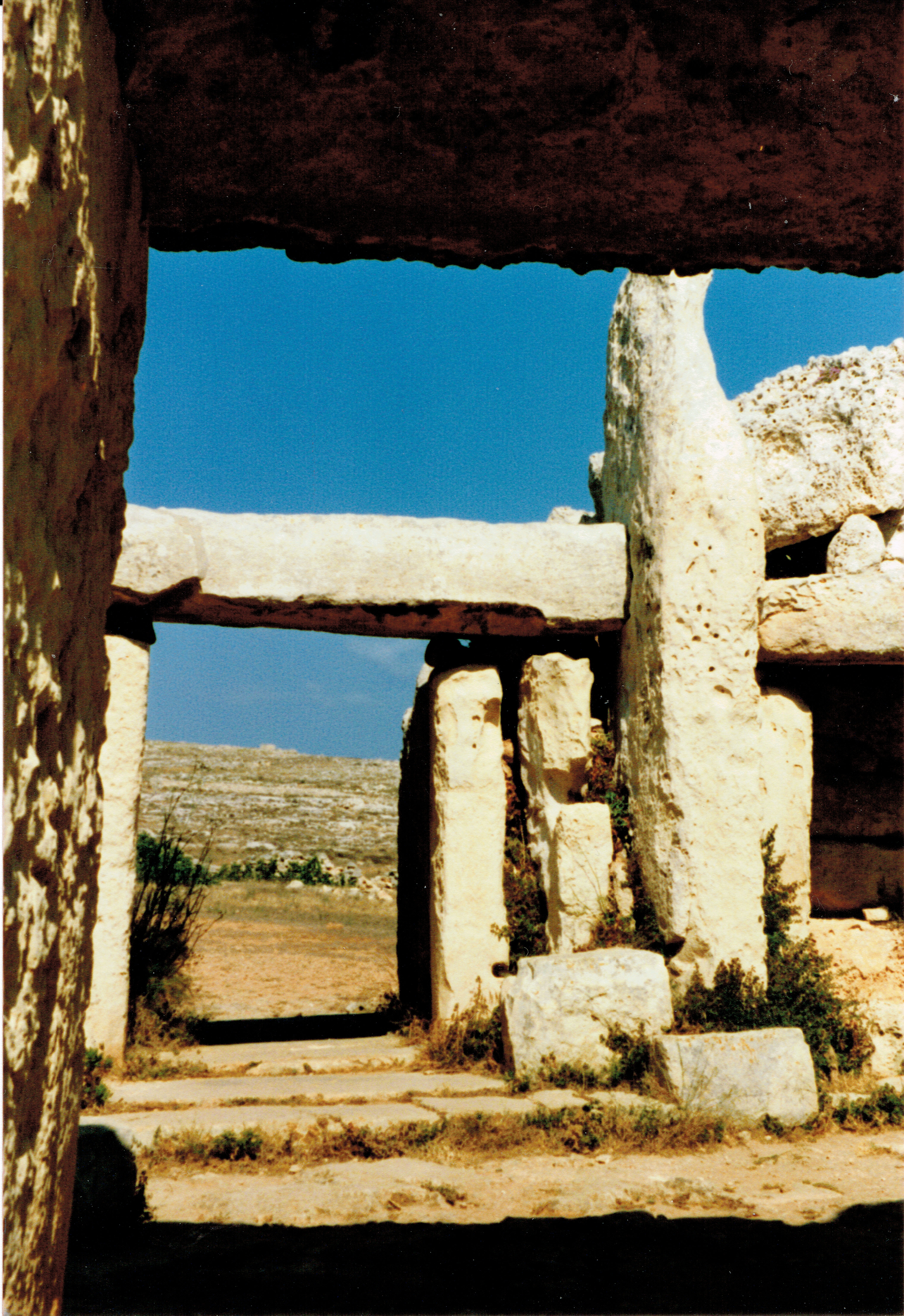
De Neolithische tempel van Mnajdra

| Maltese Prehistorische chronologie (Gebaseerd op herberekende radiocarbon datering) |                  |                              |
| Periode                                                                             | Fase             | Datums voor onze jaartelling |
| Vroeg-Neolithicum (5.000-4.100 v.C.)                                                | Għar Dalam       | 5.000-4.500 v.C.             |
| Vroeg-Neolithicum (5.000-4.100 v.C.)                                                | Grijs Skorba     | 4.500-4.400 v.C.             |
| Vroeg-Neolithicum (5.000-4.100 v.C.)                                                | Rood Skorba      | 4.400-4.100 v.C.             |
| Tempelperiode (Laat-Neolithicum) (4.100–2.500 v.C.)                                 | Żebbuġ           | 4.100–3.800 v.C.             |
| Tempelperiode (Laat-Neolithicum) (4.100–2.500 v.C.)                                 | Mġarr            | 3.800-3.600 v.C.             |
| Tempelperiode (Laat-Neolithicum) (4.100–2.500 v.C.)                                 | Ġgantija         | 3.600-3.300 v.C.             |
| Tempelperiode (Laat-Neolithicum) (4.100–2.500 v.C.)                                 | Saflieni         | 3.300-3.000 v.C.             |
| Tempelperiode (Laat-Neolithicum) (4.100–2.500 v.C.)                                 | Tarxien          | 3.150-2.500 v.C.             |
| Bronstijd (2.500–700 v.C.)                                                          | Tarxien cemetery | 2.500–1.500 v.C.             |
| Bronstijd (2.500–700 v.C.)                                                          | Borġ in-Nadur    | 1.500–700 v.C.               |
| Bronstijd (2.500–700 v.C.)                                                          | Baħrija          | 900–700 v.C.                 |

### Vroeg-Neolithicum

#### Ghar Dalamfase (5000-4500 v.Chr.)
Rond 5200 v.C. bereikten kolonisten uit het nabijgelegen Sicilië de Maltese eilandenarchipel. Hoewel ze steeds land in zicht hielden bij hun overtocht, moeten hun vaartuigen niet meer dan ondiepe prauwen of veredelde vlotten zijn geweest. Bij aankomst troffen ze een dicht bebost eiland met rijke fauna en flora met mogelijkheden tot jagen, verzamelen en visvangst, maar ook wat kleinveeteelt en landbouw.
De eerste bewoners waren dan ook landbouwers en vissers. Zij zochten een onderkomen in natuurlijke schuilplaatsen zoals de grot van Għar Dalam. Intensieve opgravingen en onderzoek van deze grot hebben aangetoond dat ze reeds dieren en gewassen (gerst, linzen, tarwe) hadden gedomesticeerd. In de eeuwen die volgden waren er blijkbaar contacten met andere culturen, die hun invloed in de plaatselijke nederzettingen nalieten, zoals blijkt uit de tekeningen en kleuren op het aardewerk. De vondst van obsidianen voorwerpen wijst op mogelijke handelscontacten met o.a. de Eolische Eilanden.

#### Skorbafase (4500-4100 v.Chr.)
Vanaf 4500 v.Chr. breekt een nieuwe fase aan. De eerste Maltezers verlaten hun natuurlijke schuilplaatsen om ovale woonhutten te bouwen. Men bouwde de hutten in ovale vorm met stenen fundering en muren uit gestapelde kleistenen. Te Skorba werden enkele exemplaren teruggevonden van ongeveer 8,4 m x 5,4 m. Men kende rituelen, want er zijn figurines in zeer gestileerde vorm (en gelijkend op het cycladenidool) gevonden, maar volgens de stand van de huidige wetenschap zijn er geen contacten aangetoond, ook niet met Cyprus. Volgens antropologen wijzen deze vondsten op een eerste aanzet tot rituelen of religie. Er bleven nog steeds handelscontracten met het westen van de Middellandse Zee.

### Tempelperiode (4100–2500 v.Chr.)
Malta kende volgens de huidige stand van de wetenschap geen gebruik van koper tijdens het late Neolithicum, tenzij alles sedertdien grondig zou zijn weggehaald of gerecycleerd.
Archeologen vonden rotsgraven die als familiekelders werden gebruikt, waar de nieuwe overledene in foetushouding werd bijgezet. Mogelijk wijst dit op voorouderverering. Het toont aan dat het clangevoel zeer sterk bleef leven. Deze rotsgraven zijn het grondplan voor latere megalithische tempels van Malta. Eerst was er een enkele ronde holte, dan werd die eventueel aan een kant verder uitgegraven tot een ovaal. Er werden ook weleens een drietal holen naast elkaar gemaakt. De grafgiften wijzen op import van obsidiaan en van groene stenen bijlen (zonder functie, enkel als statussymbool) uit Calabrië.